# 勒沃 (匈牙利)
勒沃，是匈牙利杰尔-莫雄-肖普朗州所辖的一个村。总面积17.47平方公里，总人口1433，人口密度82.0人/平方公里（2011年1月1日）。